# ۲۷ (عدد)
۲۷ به حروف بیست و هفت یک عدد طبیعی است که بعد از ۲۶ و قبل از ۲۸ قرار دارد.